# أندريه لياو
أندريه لياو (بالبرتغالية: André Leão‏) هو لاعب كرة قدم برتغالي في مركز الوسط، ولد في 20 مايو 1985 في فريموندي في البرتغال. شارك مع منتخب البرتغال تحت 20 سنة لكرة القدم. أما مع النوادي، فقد لعب مع ريال بلد الوليد وسي إف آر كلوج ونادي باسوش دي فيريرا ونادي بورتو ونادي بيرا مار.

## وصلات خارجية
- أندريه لياو على موقع قاعدة بيانات كرة القدم.إي يو (الإنجليزية)
- أندريه لياو على موقع Soccerway.com (الإنجليزية)
- أندريه لياو على موقع عالم كرة القدم.نت (الإنجليزية)
- أندريه لياو على موقع AS.com (الإسبانية)